# Ойонг – Граті
Ойонг – Граті – газопровід, по якому на схід Яви подається природний газ із офшорних родовищ.
В 2009 році почався видобуток газу на нафтогазовому родовищі Ойонг, розташованому неподалік від південного узбережжя острова Мадура. Для видачі цієї продукції спорудили мультифазний трубопровід довжиною 60 км та діаметром 350 мм, який прокладений в районах з глибинами моря від 50 до 5 метрів та виходить на суходіл у південно-східній частині Яви. Завершальним пунктом маршруту є установка підготовки, з якої товарний газ подається на розташовану поруч ТЕС Граті.
В 2012 році через Ойонг подалась подача продукції газового родовища Вортел, яке під’єднали за допомогою перемички довжиною 7 км (за іншими даними – довжиною 6,2 милі).